# Kryptosporidióza
Kryptosporidióza je průjmové onemocnění vyvolané prvokem (kokcidie) Cryptosporidium parvum. Infekce probíhá buď asymptomaticky, nebo jako krátkodobý průjem, který sám odezní (tzv. self-limited disease). Manifestuje se především u pacientů s AIDS jako těžký vodnatý průjem
Přenáší se kontaminovanou vodou, jídlem, vodou při koupání nebo pohlavním stykem, v současnosti je velmi obtížně léčitelné. V humánní medicíně se pro terapii kryptosporidiózy používá zejména paromomycin, případně nitazoxanid, azithromycin, lethrazuril nebo sinefungin. Ve veterinární praxi je od roku 1999 v EU povoleno používat halofuginon-laktát pro prevenci a terapii kryptosporidiózy telat. Halofuginon-laktát a paromomycin představují zatím nejúčinnější preparáty s antikryptosporidiální aktivitou; jejich účinnost v tolerovatelných dávkách však nepřesahuje 75-80%.
Onemocnění trvá u imunokompetentních jedinců několik dnů, jako symptomy ho provázejí silné kolikovité bolesti střev a průjmy. Lidé s poruchami imunitního systému, zejména pak pacienti s AIDS, však mohou trpět chronickou recidivující kryptosporidiózou, která u nich způsobuje vysilující vodnaté průjmy, dehydrataci a v některých případech může vést i ke smrti. Závažné komplikace může infekce způsobit i u malých dětí a starých osob.

## Klinický obraz
Inkubační doba je obvykle 2-10 dnů (průměrně 7 dnů). Nejčastějším příznakem kryptosporidiózy je vodnatý průjem. Ten může být při těžkém průběhu choleriformní s rychlým vznikem závažné dehydratace. Průjmy u 10 % navíc doprovází i sklerotizující cholangitida, pankreatitida, hepatitida a vzácně pneumonie. Příznaky zahrnují:
- vodnatý průjem (bez příměsi krve a hlenu),
- žaludeční křeče nebo bolest břicha,
- dehydratace,
- nevolnost,
- zvracení,
- horečka,
- hubnutí.

U některých lidí je průběh onemocnění bezpříznakový. 
Onemocnění obvykle u zdravých osob trvá 1-2 týdny. Příznaky mohou přetrvávat až 30 dní.
Zatímco tenké střevo je nejčastěji postiženým orgánem, u osob s oslabeným imunitním systémem mohou infekce postihnout jiné oblasti trávicího nebo dýchacího ústrojí.
U lidí s oslabeným imunitním systémem se může rozvinout závažné, chronické a někdy i smrtelné onemocnění. Příklady lidí s oslabeným imunitním systémem:
- lidé s AIDS;
- osoby s dědičným onemocněním, které postihuje imunitní systém;
- pacienti se zhoubným nádorem a po transplantaci, kteří užívají imunosupresivní léky (léky na potlačení imunity)

## Diagnóza
Přímý mikroskopický průkaz oocyst ve stolici se provádí Ziehl-Neelsenovým barvením. Prepatentní doba je sedm dní (od infekce po průkaz parazita ve stolici). Oocysty jsou velmi odolné, hynou až po zahřátí >65°C teplou vodou po dobu alespoň 30 minut.

## Léčba
Většina lidí, kteří mají zdravý imunitní systém, se uzdraví bez léčby. Průjem může být léčen příjmem dostatečného množství tekutin, aby nedošlo k dehydrataci. Lidé s chronickým onemocněním nebo s oslabeným imunitním systémem jsou vystaveni vyššímu riziku závažnějšího a dlouhodobějšího onemocnění. Malé děti a těhotné ženy mohou být náchylnější k dehydrataci. Rychlá ztráta tekutin při průjmu může být pro kojence život ohrožující.
Nitazoxanid byl schválen v USA pro léčbu průjmů způsobených parazitem Cryptosporidium u lidí se zdravým imunitním systémem. Účinnost nitazoxanidu u jedinců s oslabeným imunitním systémem je nejasná.
HIV pozitivní jedinci, kteří mají podezření, že mají kryptosporidiózu, by měli kontaktovat svého lékaře. U osob s AIDS antiretrovirová terapie zlepšuje imunitní stav a také snižuje nebo eliminuje výskyt příznaků kryptosporidiózy. Nicméně i když příznaky vymizí, kryptosporidióza není často léčitelná a příznaky se mohou vrátit, pokud dojde ke zhoršení imunitního stavu.

## Kryptosporidióza v Česku
V Česku toto onemocnění není vůbec časté. V letech 2007 až 2017 hlášeno pouze 17 případů onemocnění. Dále, potvrzených případů kryptosporidiózy v roce 2018 bylo 6 a v roce 2019 jich bylo 13.